# 早期優遇退職
早期優遇退職（そうきゆうぐうたいしょく）とは、事業または事業所における使用者（企業など）がリストラ（人員の削減）の一環として行なわれるものであり、予め使用者が退職における有利な条件（例えば退職金の割増支給）を示すことにより、事業所に雇われている労働者が自らの意思でこれに応じ労働契約の解除をすることを言う。

## 概要
早期優遇退職については2種類の形態があり、ひとつは常時慣例的に行われるもの、もう1つは、使用側（企業）の業績悪化のために行われる臨時のものとに分かれる。
一般的には早期優遇退職というと、前者の常時慣例的に行われるもの（多くは一定の年齢以上の従業員全員を対象に行う）を指すことが多く、後者の業績悪化に伴い実施されるものは「希望退職の募集」と呼ばれる。
尚臨時に行われるもの（希望退職の募集）に関しては期間や定員が設定されているものが多く、それに達しない場合は、次の段階として、「退職勧奨」や「整理解雇」が行われる事が多い。
臨時に実施する場合も会社都合退職という形であっても「解雇」という形をとらないので、事業者側は従業員や労働組合との軋轢（あつれき）を少ない状態で人員を削減できるが、優遇措置（退職金の割り増しや再就職支援など）をとるために一時的に費用がかさむ。また、技術や知識を持った優秀な従業員は他の企業でも必要とされているために真っ先に辞めて転職してしまい、結果的に事業者にとって人的資源の損失になってしまう場合もある。そのため、早期優遇退職を実施する際、「経営上必要と認められる場合は、早期優遇退職を許可しない場合がある」と使用者側から条件を表示することも少なくない。
なお、国家公務員における退職勧奨は2013年11月1日から施行された国家公務員退職手当法施行令（昭和28年政令第215号）の一部改正により廃止され、原則として早期優遇退職制度に移行している。

## 雇用保険の取り扱い
雇用保険における基本手当の給付について、前者の一定の年齢以上の従業員全員を対象に行う制度で離職した場合、離職票の離職理由欄には自己都合の離職と記載されるケースが多いが、後者の業績悪化に伴う希望退職の募集に応じて離職した場合は特定受給資格者、あるいは特定理由離職者に該当する場合がある。  
→特定受給資格者・ 理由離職者の範囲